# Seat belt syndrome

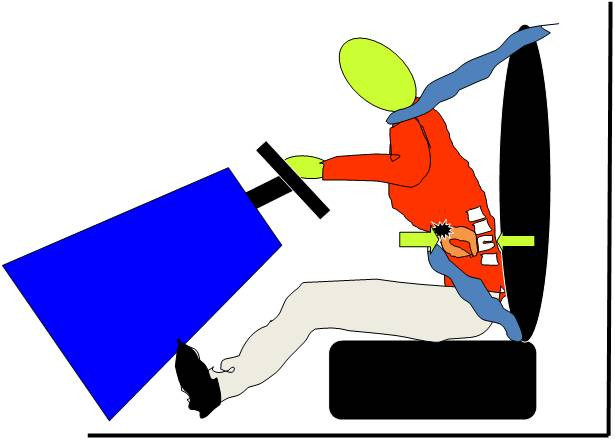
Das Seat belt syndrome ist eine Gurtmarke, die mit einer Lendenwirbelsäulenfraktur und einer Darmperforation assoziiert ist.

Seat belt syndrome (sinngemäß Sicherheitsgurt-Syndrom) ist ein Sammelbegriff, der alle Verletzungen im Zusammenhang mit Sicherheitsgurten subsumiert. Es wird klassisch als eine Gurtmarke am Körper plus eine Verletzung des Bauchorganes (z. B. Darmperforationen) und/oder Brust-Lenden-Wirbelkörperfrakturen definiert. Die Gurtmarke wurde ursprünglich 1962 von Garrett und Braunstein als lineare Ekchymose der Bauchdecke nach einem Straßenverkehrsunfall beschrieben. In bis zu 30 % der Fälle in der Notaufnahme ist dies ein Hinweis auf eine innere Verletzung. Ein Riss der Bauchwandmuskulatur kann ebenfalls auftreten, ist jedoch relativ selten.

## Symptome
Die mit diesem Syndrom verbundenen Symptome hängen vom verletzten Organ ab. Bei Verletzungen der Hohlorgane können peritoneale Zeichen auftreten, während bei parenchymalen oder Blutgefäßverletzungen hypovolämische Zeichen das Krankheitsbild dominieren.

## Entstehung
Das Sicherheitsgurt-Syndrom wird durch eine Hyperflexion der Wirbelsäule um den Beckengurt bei plötzlicher Verzögerung verursacht, die zum Quetschen des intraabdominalen Inhalts zwischen Wirbelsäule und Sicherheitsgurt führt. Feste Teile des Darms wie das proximale Jejunum und das distale Ileum sind anfälliger für Verletzungen als bewegliche Teile, da bewegliche Segmente dem hohen Druck und den daraus resultierenden Schäden entgehen können.